# Newton Bennaton
Newton Bennaton (Londres,  1820 - ?) foi um engenheiro inglês naturalizado brasileiro, que foi responsável por diversas obras, hoje tombadas pelo patrimônio histórico, durante o segundo reinado do Império do Brasil.

## História
Veio para o Brasil em 1855, para trabalhar na implantação de ramais de estrada de ferro da recém criada  Estrada de Ferro Dom Pedro II, trabalhando nos projetos das linhas que atravessaram a Serra do Mar, até a Conexão com a Estrada de Ferro do Norte, na Freguesia de Santo Antônio da Cachoeira e foi o responsável pelo projeto de construção da Estação Ferroviária de Cachoeira Paulista, inaugurado no ano de 1877, maior terminal de carga da época. Trabalhou ainda na execução do traçado e na construção das ferrovias Central, Ingleza, Mogiana e Rede Sul-Mineira.
Em 1859, projetou o primeiro mercado municipal da cidade de São Paulo, que localizava-se no cruzamento da Rua 25 de março e no final da Rua Municipal (atual General Carneiro), na região da Várzea do Carmo, inaugurado em 1867.
Newton Bennaton casou-se com Guilhermina Rosa Freire, na cidade de Lorena, e tiveram cinco filhos, entre eles Fileta Bennaton Prado cujo filho, o Tenente Newton Sizenando Prado, foi um dos líderes da Revolta dos 18 do Forte de Copacabana e o Capitão João Batista Prado, integrante da Revolução Constitucionalista, morto na Batalha de Cachoeira Paulista, em 1932. De outra filha, Guilhermina, é seu bisneto o Capitão Cláudio Coutinho, preparador físico da Seleção Brasileira da Copa de 1970.